# Tuarabu
Tuarabu ist ein Ort im Südosten des Abaiang-Atolls in den zum Inselstaat Kiribati gehörenden Gilbertinseln im Pazifischen Ozean. 2020 hatte der Ort 556 Einwohner.

## Geographie
Tuarabu ist ein Ort im Südosten der Hauptinsel des Abaiang-Atolls. Bei Tuarabu liegt der Flugplatz Abaiang. Im Nordwesten schließt sich Tabwiroa an und im Süden ist der nächste Ort Tanimaiaki.

## Klima
Das Klima ist tropisch heiß, wird jedoch von ständig wehenden Winden gemäßigt. Ebenso wie die anderen Orte des Abaiang-Atolls wird Tuarabu gelegentlich von Zyklonen heimgesucht.